# Medjez Amar
Medjez Amar est une commune de la wilaya de Guelma en Algérie.